# ستيف مورغان (رجل أعمال)
ستيف مورغان (بالإنجليزية: Steve Morgan)‏ هو شخصية أعمال بريطاني، ولد في 25 نوفمبر 1952 في Garston, Liverpool ‏ في المملكة المتحدة.